# Зинар, Михаил Афанасьевич
Михаил Афанасьевич Зинар (укр. Михайло Опанасович Зинар, 22 ноября 1950 — 4 февраля 2021) — украинский, ранее советский, шахматный композитор и теоретик эндшпиля. Известен в основном своими пешечными этюдами. Мастер спорта СССР (1987).
Всего составил около 200 этюдов, около 20 заняли высокие места на советских и международных конкурсах. Опубликовал более 50 статей по вопросам шахматной композиции. Постоянный автор журнала «Проблеміст України». Сергей Ткаченко, заслуженный мастер спорта СССР по шахматам, в своей книге назвал Михаила Зинара «королём пешечного этюда» .

## Биография
Родился в небольшом селе на севере Одесской области Украины. Согласно паспортным данным, родился 9 мая 1951 года. По его собственному утверждению, на самом деле его день рождения — 22 ноября 1950 года, родители (мама — учительница, отец — сельский механизатор), напуганные тогдашней международной напряжённостью, ухитрились на полгода снизить возраст сына, чтобы отдалить момент призыва в армию.

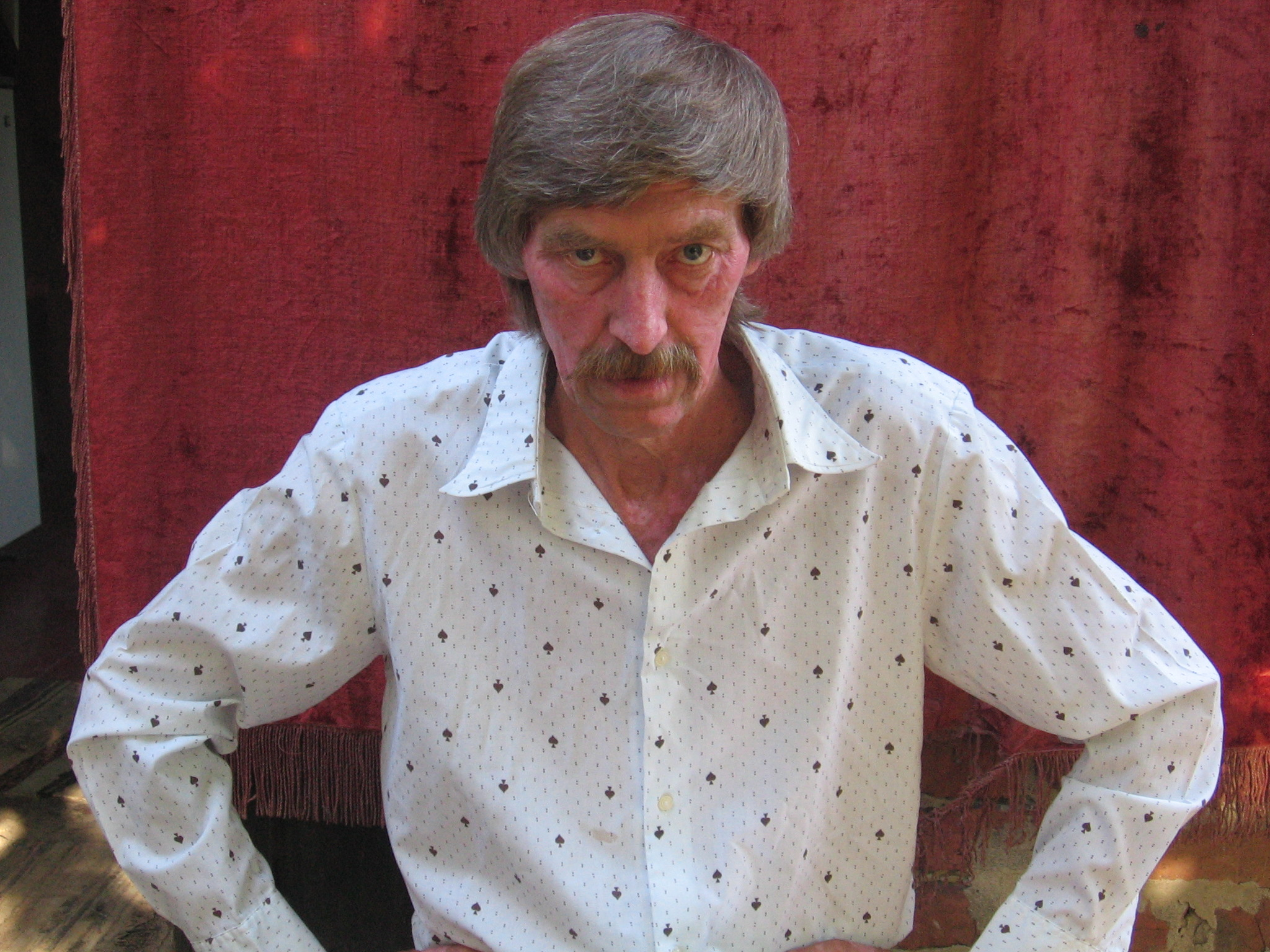
В 2008 году

Окончив школу в 1968 году с серебряной медалью, Зинар подал документы в Киевское летное училище гражданской авиации, однако медкомиссия забраковала его по зрению. Тогда юноша поступил в Егорьевское летно-техническое училище гражданской авиации (Московская область) по специальности «техник-механик по эксплуатации самолетов». По окончании училища служил в аэропорту Симферополя,  в этот период увлёкся шахматами и вскоре получил первый шахматный разряд, а в 1974 году — звание кандидата в мастера. Свой первый этюд Зинар составил в 1974 году.
Со второй половины 1970-х годов этюды и анализы Зинара начали появляться в журнале «Шахматы в СССР» и в газете «Крымская правда». Отдел композиции журнала тогда возглавлял Анатолий Кузнецов. В начале 1980-х годов Зинар стал руководить только что созданным шахматным клубом в Феодосии. Первого творческого успеха он добился в 1982 году — на шахматном конкурсе в честь 1500-летия Киева этюд Зинара занял первое место.
В 1983 году зинаровский анализ полей соответствия в пешечных окончаниях был включён в фундаментальную монографию Юрия Авербаха «Шахматные окончания» с комментарием автора:

Десятая глава, посвященная системам полей соответствия, написана шахматным композитором М. А. Зинаром — большим специалистом в области пешечного эндшпиля (иначе эта глава выглядела бы устарелой).

По итогам XVI личного чемпионата СССР по шахматной композиции (1987) Зинару было присвоено звание мастера спорта СССР.
Гиперинфляция после распада СССР и развал украинской спортивной системы вынудили Зинара с женой и малолетней дочерью вернуться в родную деревню Гвоздавку. Окончив педучилище, он стал учителем труда и физкультуры в средней школе, вёл подсобное хозяйство. Продолжал составлять этюды, опубликовал несколько статей. В 2015 году был судьёй юбилейного этюдного конкурса «Н. Григорьев — 120» в честь предыдущего «короля пешечного этюда» Николая Григорьева.

## Спортивные достижения
| Год  | Конкурс                                                               | Результат                                  |
| ---- | --------------------------------------------------------------------- | ------------------------------------------ |
| 1977 | Журнал «Шахматы в СССР»                                               | Специальный приз                           |
| 1978 | Журнал «Тhimes-64»                                                    | Третий приз                                |
| 1978 | Бюллетень ЦШК СССР,                                                   | Третий приз                                |
| 1980 | Журнал «Шахматы в СССР»                                               | Специальный похвальный отзыв               |
| 1981 | Журнал «Шахматы в СССР»                                               | Первый специальный приз                    |
| 1982 | Юбилейный конкурс в честь 1500-летия Киева                            | Первое-второе места                        |
| 1982 | «64 — Шахматное обозрение»                                            | Первый приз                                |
| 1982 | «L'Italia Scacchistica»                                               | Специальный приз                           |
| 1982 | «Рыбак Приморья»                                                      | 1-й почетный отзыв                         |
| 1983 | Журнал «Шахматы в СССР»                                               | Специальный почётный отзыв                 |
| 1983 | Московский конкурс                                                    | Второй приз                                |
| 1983 | Тематический конкурс «Фигура ходит на крайние поля большой диагонали» | Седьмой приз                               |
| 1983 | Юбилейный конкурс Г. Надареишвили                                     | 2-й почётный отзыв                         |
| 1984 | Журнал «Шахматы в СССР»                                               | Специальный похвальный отзыв               |
| 1985 | Газета «Волжская заря»                                                | Второй приз                                |
| 1986 | «Молодой ленинец» (Курган)                                            | Специальный приз                           |
| 1989 | Журнал «Шахматы в СССР»                                               | 1-й почётный отзыв                         |
| 2012 | Юбилейный конкурс «Станислав Белоконь-75»                             | Спец. приз (совместно с В. Аберманом, США) |
| 2012 | Командное первенство Украины                                          | 6—7 место                                  |
| 2013 | Кубок FIDE-3                                                          | Третий приз                                |
| 2013 | «Mario G. Garcia JT 65»                                               | 1-й специальный приз                       |
| 2013 | Мемориальный конкурс «Виктор Калягин – 60»                            | 3—4 призы                                  |
| 2014 | «Уральский проблемист»                                                | Специальный приз и почётный отзыв          |
| 2015 | Юбилейный конкурс «Альберту Белявскому - 80 лет»                      | 5-й специальный приз                       |

## Избранные этюды
|   | a                                                                                      | b                                                                                      | c                                                                                      | d                                                                                      | e                                                                                      | f                                                                                      | g                                                                                      | h                                                                                      |   |
| - | -------------------------------------------------------------------------------------- | -------------------------------------------------------------------------------------- | -------------------------------------------------------------------------------------- | -------------------------------------------------------------------------------------- | -------------------------------------------------------------------------------------- | -------------------------------------------------------------------------------------- | -------------------------------------------------------------------------------------- | -------------------------------------------------------------------------------------- | - |
| 8 | b5 чёрная пешка · b4 белая пешка · a2 белая пешка · d2 белый король · b1 чёрный король | b5 чёрная пешка · b4 белая пешка · a2 белая пешка · d2 белый король · b1 чёрный король | b5 чёрная пешка · b4 белая пешка · a2 белая пешка · d2 белый король · b1 чёрный король | b5 чёрная пешка · b4 белая пешка · a2 белая пешка · d2 белый король · b1 чёрный король | b5 чёрная пешка · b4 белая пешка · a2 белая пешка · d2 белый король · b1 чёрный король | b5 чёрная пешка · b4 белая пешка · a2 белая пешка · d2 белый король · b1 чёрный король | b5 чёрная пешка · b4 белая пешка · a2 белая пешка · d2 белый король · b1 чёрный король | b5 чёрная пешка · b4 белая пешка · a2 белая пешка · d2 белый король · b1 чёрный король | 8 |
| 7 | b5 чёрная пешка · b4 белая пешка · a2 белая пешка · d2 белый король · b1 чёрный король | b5 чёрная пешка · b4 белая пешка · a2 белая пешка · d2 белый король · b1 чёрный король | b5 чёрная пешка · b4 белая пешка · a2 белая пешка · d2 белый король · b1 чёрный король | b5 чёрная пешка · b4 белая пешка · a2 белая пешка · d2 белый король · b1 чёрный король | b5 чёрная пешка · b4 белая пешка · a2 белая пешка · d2 белый король · b1 чёрный король | b5 чёрная пешка · b4 белая пешка · a2 белая пешка · d2 белый король · b1 чёрный король | b5 чёрная пешка · b4 белая пешка · a2 белая пешка · d2 белый король · b1 чёрный король | b5 чёрная пешка · b4 белая пешка · a2 белая пешка · d2 белый король · b1 чёрный король | 7 |
| 6 | b5 чёрная пешка · b4 белая пешка · a2 белая пешка · d2 белый король · b1 чёрный король | b5 чёрная пешка · b4 белая пешка · a2 белая пешка · d2 белый король · b1 чёрный король | b5 чёрная пешка · b4 белая пешка · a2 белая пешка · d2 белый король · b1 чёрный король | b5 чёрная пешка · b4 белая пешка · a2 белая пешка · d2 белый король · b1 чёрный король | b5 чёрная пешка · b4 белая пешка · a2 белая пешка · d2 белый король · b1 чёрный король | b5 чёрная пешка · b4 белая пешка · a2 белая пешка · d2 белый король · b1 чёрный король | b5 чёрная пешка · b4 белая пешка · a2 белая пешка · d2 белый король · b1 чёрный король | b5 чёрная пешка · b4 белая пешка · a2 белая пешка · d2 белый король · b1 чёрный король | 6 |
| 5 | b5 чёрная пешка · b4 белая пешка · a2 белая пешка · d2 белый король · b1 чёрный король | b5 чёрная пешка · b4 белая пешка · a2 белая пешка · d2 белый король · b1 чёрный король | b5 чёрная пешка · b4 белая пешка · a2 белая пешка · d2 белый король · b1 чёрный король | b5 чёрная пешка · b4 белая пешка · a2 белая пешка · d2 белый король · b1 чёрный король | b5 чёрная пешка · b4 белая пешка · a2 белая пешка · d2 белый король · b1 чёрный король | b5 чёрная пешка · b4 белая пешка · a2 белая пешка · d2 белый король · b1 чёрный король | b5 чёрная пешка · b4 белая пешка · a2 белая пешка · d2 белый король · b1 чёрный король | b5 чёрная пешка · b4 белая пешка · a2 белая пешка · d2 белый король · b1 чёрный король | 5 |
| 4 | b5 чёрная пешка · b4 белая пешка · a2 белая пешка · d2 белый король · b1 чёрный король | b5 чёрная пешка · b4 белая пешка · a2 белая пешка · d2 белый король · b1 чёрный король | b5 чёрная пешка · b4 белая пешка · a2 белая пешка · d2 белый король · b1 чёрный король | b5 чёрная пешка · b4 белая пешка · a2 белая пешка · d2 белый король · b1 чёрный король | b5 чёрная пешка · b4 белая пешка · a2 белая пешка · d2 белый король · b1 чёрный король | b5 чёрная пешка · b4 белая пешка · a2 белая пешка · d2 белый король · b1 чёрный король | b5 чёрная пешка · b4 белая пешка · a2 белая пешка · d2 белый король · b1 чёрный король | b5 чёрная пешка · b4 белая пешка · a2 белая пешка · d2 белый король · b1 чёрный король | 4 |
| 3 | b5 чёрная пешка · b4 белая пешка · a2 белая пешка · d2 белый король · b1 чёрный король | b5 чёрная пешка · b4 белая пешка · a2 белая пешка · d2 белый король · b1 чёрный король | b5 чёрная пешка · b4 белая пешка · a2 белая пешка · d2 белый король · b1 чёрный король | b5 чёрная пешка · b4 белая пешка · a2 белая пешка · d2 белый король · b1 чёрный король | b5 чёрная пешка · b4 белая пешка · a2 белая пешка · d2 белый король · b1 чёрный король | b5 чёрная пешка · b4 белая пешка · a2 белая пешка · d2 белый король · b1 чёрный король | b5 чёрная пешка · b4 белая пешка · a2 белая пешка · d2 белый король · b1 чёрный король | b5 чёрная пешка · b4 белая пешка · a2 белая пешка · d2 белый король · b1 чёрный король | 3 |
| 2 | b5 чёрная пешка · b4 белая пешка · a2 белая пешка · d2 белый король · b1 чёрный король | b5 чёрная пешка · b4 белая пешка · a2 белая пешка · d2 белый король · b1 чёрный король | b5 чёрная пешка · b4 белая пешка · a2 белая пешка · d2 белый король · b1 чёрный король | b5 чёрная пешка · b4 белая пешка · a2 белая пешка · d2 белый король · b1 чёрный король | b5 чёрная пешка · b4 белая пешка · a2 белая пешка · d2 белый король · b1 чёрный король | b5 чёрная пешка · b4 белая пешка · a2 белая пешка · d2 белый король · b1 чёрный король | b5 чёрная пешка · b4 белая пешка · a2 белая пешка · d2 белый король · b1 чёрный король | b5 чёрная пешка · b4 белая пешка · a2 белая пешка · d2 белый король · b1 чёрный король | 2 |
| 1 | b5 чёрная пешка · b4 белая пешка · a2 белая пешка · d2 белый король · b1 чёрный король | b5 чёрная пешка · b4 белая пешка · a2 белая пешка · d2 белый король · b1 чёрный король | b5 чёрная пешка · b4 белая пешка · a2 белая пешка · d2 белый король · b1 чёрный король | b5 чёрная пешка · b4 белая пешка · a2 белая пешка · d2 белый король · b1 чёрный король | b5 чёрная пешка · b4 белая пешка · a2 белая пешка · d2 белый король · b1 чёрный король | b5 чёрная пешка · b4 белая пешка · a2 белая пешка · d2 белый король · b1 чёрный король | b5 чёрная пешка · b4 белая пешка · a2 белая пешка · d2 белый король · b1 чёрный король | b5 чёрная пешка · b4 белая пешка · a2 белая пешка · d2 белый король · b1 чёрный король | 1 |
|   | a                                                                                      | b                                                                                      | c                                                                                      | d                                                                                      | e                                                                                      | f                                                                                      | g                                                                                      | h                                                                                      |   |

Решение.
 Напрашивается 1. a4, но этот путь приводит лишь к ничьей, см. 6-й ход. Выигрывает только 1. a3!! (цель этого хода — завлечь чёрного короля на поле b2) Крb2 2. a4 ba 3. b5 a3 4. b6 a2 5. b7 a1Ф 6. b8Ф+ (будь чёрный король на b1, после Фb2+ был бы размен и ничья) Крa3 7. Фa7+ Крb2 8. Фb6+ Крa3 9. Фa5+ Крb2 10. Фb4+ Крa2 11. Крc2, и мат неизбежен.
|   | a | b | c | d | e | f | g | h |   |
| - | --- | --- | --- | --- | --- | --- | --- | --- | - |
| 8 | c8 белый король · c6 чёрная пешка · f5 чёрный король · g5 белая пешка · d4 чёрная пешка · d2 белая пешка | c8 белый король · c6 чёрная пешка · f5 чёрный король · g5 белая пешка · d4 чёрная пешка · d2 белая пешка | c8 белый король · c6 чёрная пешка · f5 чёрный король · g5 белая пешка · d4 чёрная пешка · d2 белая пешка | c8 белый король · c6 чёрная пешка · f5 чёрный король · g5 белая пешка · d4 чёрная пешка · d2 белая пешка | c8 белый король · c6 чёрная пешка · f5 чёрный король · g5 белая пешка · d4 чёрная пешка · d2 белая пешка | c8 белый король · c6 чёрная пешка · f5 чёрный король · g5 белая пешка · d4 чёрная пешка · d2 белая пешка | c8 белый король · c6 чёрная пешка · f5 чёрный король · g5 белая пешка · d4 чёрная пешка · d2 белая пешка | c8 белый король · c6 чёрная пешка · f5 чёрный король · g5 белая пешка · d4 чёрная пешка · d2 белая пешка | 8 |
| 7 | c8 белый король · c6 чёрная пешка · f5 чёрный король · g5 белая пешка · d4 чёрная пешка · d2 белая пешка | c8 белый король · c6 чёрная пешка · f5 чёрный король · g5 белая пешка · d4 чёрная пешка · d2 белая пешка | c8 белый король · c6 чёрная пешка · f5 чёрный король · g5 белая пешка · d4 чёрная пешка · d2 белая пешка | c8 белый король · c6 чёрная пешка · f5 чёрный король · g5 белая пешка · d4 чёрная пешка · d2 белая пешка | c8 белый король · c6 чёрная пешка · f5 чёрный король · g5 белая пешка · d4 чёрная пешка · d2 белая пешка | c8 белый король · c6 чёрная пешка · f5 чёрный король · g5 белая пешка · d4 чёрная пешка · d2 белая пешка | c8 белый король · c6 чёрная пешка · f5 чёрный король · g5 белая пешка · d4 чёрная пешка · d2 белая пешка | c8 белый король · c6 чёрная пешка · f5 чёрный король · g5 белая пешка · d4 чёрная пешка · d2 белая пешка | 7 |
| 6 | c8 белый король · c6 чёрная пешка · f5 чёрный король · g5 белая пешка · d4 чёрная пешка · d2 белая пешка | c8 белый король · c6 чёрная пешка · f5 чёрный король · g5 белая пешка · d4 чёрная пешка · d2 белая пешка | c8 белый король · c6 чёрная пешка · f5 чёрный король · g5 белая пешка · d4 чёрная пешка · d2 белая пешка | c8 белый король · c6 чёрная пешка · f5 чёрный король · g5 белая пешка · d4 чёрная пешка · d2 белая пешка | c8 белый король · c6 чёрная пешка · f5 чёрный король · g5 белая пешка · d4 чёрная пешка · d2 белая пешка | c8 белый король · c6 чёрная пешка · f5 чёрный король · g5 белая пешка · d4 чёрная пешка · d2 белая пешка | c8 белый король · c6 чёрная пешка · f5 чёрный король · g5 белая пешка · d4 чёрная пешка · d2 белая пешка | c8 белый король · c6 чёрная пешка · f5 чёрный король · g5 белая пешка · d4 чёрная пешка · d2 белая пешка | 6 |
| 5 | c8 белый король · c6 чёрная пешка · f5 чёрный король · g5 белая пешка · d4 чёрная пешка · d2 белая пешка | c8 белый король · c6 чёрная пешка · f5 чёрный король · g5 белая пешка · d4 чёрная пешка · d2 белая пешка | c8 белый король · c6 чёрная пешка · f5 чёрный король · g5 белая пешка · d4 чёрная пешка · d2 белая пешка | c8 белый король · c6 чёрная пешка · f5 чёрный король · g5 белая пешка · d4 чёрная пешка · d2 белая пешка | c8 белый король · c6 чёрная пешка · f5 чёрный король · g5 белая пешка · d4 чёрная пешка · d2 белая пешка | c8 белый король · c6 чёрная пешка · f5 чёрный король · g5 белая пешка · d4 чёрная пешка · d2 белая пешка | c8 белый король · c6 чёрная пешка · f5 чёрный король · g5 белая пешка · d4 чёрная пешка · d2 белая пешка | c8 белый король · c6 чёрная пешка · f5 чёрный король · g5 белая пешка · d4 чёрная пешка · d2 белая пешка | 5 |
| 4 | c8 белый король · c6 чёрная пешка · f5 чёрный король · g5 белая пешка · d4 чёрная пешка · d2 белая пешка | c8 белый король · c6 чёрная пешка · f5 чёрный король · g5 белая пешка · d4 чёрная пешка · d2 белая пешка | c8 белый король · c6 чёрная пешка · f5 чёрный король · g5 белая пешка · d4 чёрная пешка · d2 белая пешка | c8 белый король · c6 чёрная пешка · f5 чёрный король · g5 белая пешка · d4 чёрная пешка · d2 белая пешка | c8 белый король · c6 чёрная пешка · f5 чёрный король · g5 белая пешка · d4 чёрная пешка · d2 белая пешка | c8 белый король · c6 чёрная пешка · f5 чёрный король · g5 белая пешка · d4 чёрная пешка · d2 белая пешка | c8 белый король · c6 чёрная пешка · f5 чёрный король · g5 белая пешка · d4 чёрная пешка · d2 белая пешка | c8 белый король · c6 чёрная пешка · f5 чёрный король · g5 белая пешка · d4 чёрная пешка · d2 белая пешка | 4 |
| 3 | c8 белый король · c6 чёрная пешка · f5 чёрный король · g5 белая пешка · d4 чёрная пешка · d2 белая пешка | c8 белый король · c6 чёрная пешка · f5 чёрный король · g5 белая пешка · d4 чёрная пешка · d2 белая пешка | c8 белый король · c6 чёрная пешка · f5 чёрный король · g5 белая пешка · d4 чёрная пешка · d2 белая пешка | c8 белый король · c6 чёрная пешка · f5 чёрный король · g5 белая пешка · d4 чёрная пешка · d2 белая пешка | c8 белый король · c6 чёрная пешка · f5 чёрный король · g5 белая пешка · d4 чёрная пешка · d2 белая пешка | c8 белый король · c6 чёрная пешка · f5 чёрный король · g5 белая пешка · d4 чёрная пешка · d2 белая пешка | c8 белый король · c6 чёрная пешка · f5 чёрный король · g5 белая пешка · d4 чёрная пешка · d2 белая пешка | c8 белый король · c6 чёрная пешка · f5 чёрный король · g5 белая пешка · d4 чёрная пешка · d2 белая пешка | 3 |
| 2 | c8 белый король · c6 чёрная пешка · f5 чёрный король · g5 белая пешка · d4 чёрная пешка · d2 белая пешка | c8 белый король · c6 чёрная пешка · f5 чёрный король · g5 белая пешка · d4 чёрная пешка · d2 белая пешка | c8 белый король · c6 чёрная пешка · f5 чёрный король · g5 белая пешка · d4 чёрная пешка · d2 белая пешка | c8 белый король · c6 чёрная пешка · f5 чёрный король · g5 белая пешка · d4 чёрная пешка · d2 белая пешка | c8 белый король · c6 чёрная пешка · f5 чёрный король · g5 белая пешка · d4 чёрная пешка · d2 белая пешка | c8 белый король · c6 чёрная пешка · f5 чёрный король · g5 белая пешка · d4 чёрная пешка · d2 белая пешка | c8 белый король · c6 чёрная пешка · f5 чёрный король · g5 белая пешка · d4 чёрная пешка · d2 белая пешка | c8 белый король · c6 чёрная пешка · f5 чёрный король · g5 белая пешка · d4 чёрная пешка · d2 белая пешка | 2 |
| 1 | c8 белый король · c6 чёрная пешка · f5 чёрный король · g5 белая пешка · d4 чёрная пешка · d2 белая пешка | c8 белый король · c6 чёрная пешка · f5 чёрный король · g5 белая пешка · d4 чёрная пешка · d2 белая пешка | c8 белый король · c6 чёрная пешка · f5 чёрный король · g5 белая пешка · d4 чёрная пешка · d2 белая пешка | c8 белый король · c6 чёрная пешка · f5 чёрный король · g5 белая пешка · d4 чёрная пешка · d2 белая пешка | c8 белый король · c6 чёрная пешка · f5 чёрный король · g5 белая пешка · d4 чёрная пешка · d2 белая пешка | c8 белый король · c6 чёрная пешка · f5 чёрный король · g5 белая пешка · d4 чёрная пешка · d2 белая пешка | c8 белый король · c6 чёрная пешка · f5 чёрный король · g5 белая пешка · d4 чёрная пешка · d2 белая пешка | c8 белый король · c6 чёрная пешка · f5 чёрный король · g5 белая пешка · d4 чёрная пешка · d2 белая пешка | 1 |
|   | a | b | c | d | e | f | g | h |   |

Решение.
1. Крb7!! (только сюда!) c5 2. d3 Крg6! (в расчёте на 3. Крb6? c4 4. dc d3 5. c5 d2 6. c6 d1Ф 7. c7 Фd7 8. Крb7 Крf5, и чёрный король успел вовремя) 3. Крa7!! Крf7 (теперь уже бесполезно 3… c4 4. dc d3 5. c5 d2 6. c6 d1Ф 7. c7 Фd7 8. Крb8 с ничьей) 4. g6+! Крg8 5. g7! Кр:g7 6. Крb6(a6) c4 7. dc d3 8. c5 d2 9. c6 d1Ф 10. c7 Фd7 11. Крb7. Теоретическая ничья, чёрный король слишком далеко.

## Публикации
- Зинар М., Арчаков В. Гармония пешечного этюда. — Киев: Радянська школа, 1990. — (Когда сделаны уроки). — ISBN 5-330-00853-0.
- Зинар М. Удивительное совпадение. Дата обращения: 18 апреля 2017.
- Зинар М. Двойной стандарт. — Открытое письмо Сергею Дидуху. Дата обращения: 18 апреля 2017. Архивировано из оригинала 19 апреля 2017 года.
- Зинар М. Незнание – сила?! — Открытое письмо о результатах конкурса Afek-64 (2016). Дата обращения: 18 апреля 2017. Архивировано из оригинала 19 апреля 2017 года.
- Зинар М. 30 лет спустя. Итоги конкурса «Н. Григорьев—120». Дата обращения: 18 апреля 2017. Архивировано из оригинала 30 апреля 2016 года.